# Frisbee
En frisbee er et stykke legetøj eller et sportsredskab. Den er normalt lavet af plastic med en diameter på omkring 20 til 25 centimeter. Frisbee er egentlig varemærket for legetøjsfirmaet Wham-O, men er blevet en generel betegnelse for denne "flyvende tallerken". Den er designet til at flyve aerodynamisk når den bliver kastet med rotation og gribes med én hånd.
Formen og kvaliteten varierer meget efter pris og anvendelse. En frisbee af god kvalitet flyver meget længere og mere retningsstabilt.

## Fysikken bag
Frisbeens rotation danner en bestemt fremdrivende vinkel lodret på horisontalplanet, hvilket stabiliserer stillingen i luften under høje hastigheder. Den lille ophøjede rand ude ved kanten fungerer som en accelerator, da den reducerer luftstrømsadskillelsen ved at tvinge luftstrømmen til at blive turbulent, efter at den har passeret forreste rand. Den dynamiske opdrift skabes primært på samme måde som ved f.eks. vingen på et fly. Dermed menes, at den øverste luftstrøm accelereres, således at en trykforskel bevirker en opdrift.

## Historie
I året 1871 blev amerikaneren William Russel Frisbie daglig leder i Old Baking Company og New Haven. Senere købte han bageriet og kaldte det "The Frisbie Pie Company"
Firmaet bagte tærter og pies i forme af blik. Og de tomme blikforme var fristende at kaste til hinanden med. Børn, studenter, arbejdere og soldater morede sig med dem. 
Mange år senere i 1948 kom amerikaneren Walter Frederick Morrison på den idé, at han ville forbedre disse flyvende forme med produktion og salg for øje. Han havde selv kastet med formene fra "The Frisbie Pie Company" som barn.
Han gjorde forsøg med at svejse en stålring på formens/tallerkenens kant, men det var ikke vellykket. Der blev også gjort forsøg med det nye materiale plastic. Den første plasticblanding, han brugte, var butylsterat. Denne blandingen fungerede udmærket, så længe solen skinnede, og plasticen holdt sig varm, men blev den kold, og klarede man ikke at gribe den, gik den i tusind stykker.
Det lykkedes ham at skaffe penge nok til en god form, der kunne sprøjtesstøbes med polyetylen. Den nye flyvende tallerken kaldte han "arcuate vane model".
Det er denne polyetylenudgave, som regnes som den første virkelige Frisbee. Modellen blev yderligere forbedret i 1951.
I flere år rejste Morrison rundt for at markedsføre sin plastictallerken, inden han solgte rettighederne til sin opfindelse til firmaet Wham-O. Den 13. januar 1957 "fløj" de første plastictallerkener ud fra fabrikken i San Gabriel. I 1959 registrerede Wham-O produktnavnet FrisbeeTM
I 1960'erne begyndte frisbee at udvikle sig som sport. Det var Ed Headrick, daværende chef for Wham-O, som havde en vision om frisbee som sport. Han grundlagde IFA (International Frisbee Association) i 1967, og så var udviklingen i gang.
I 1969 blev holdspillet Ultimate opfundet af studerende ved Columbia High School i New Jersey, og samme år blev den første officielle Disc golf-turnering arrangeret i Pasadena. I 1974 blev det første "officielle" VM i Frisbee holdt i "The Rose Bowl" i Pasadena. 
WFDF (World Flying Disc Association) overtog efter IFA i midten af 80'erne og er nu Frisbeesportens øverste organ med repræsentanter fra alle verdensdele.
Det første virkelige individuelle VM (dvs. med bred og stor international deltagelse og i WFDF's regi) blev holdt i Ft.Collins (USA) i 1987.
Rekorden for det længste kast med frisbee tilhører Christian Sandstrøm fra Sverige og er på nøjagtig 250 meter.
Ultimate og Disc golf spilles i flere klubber Danmark.

## Andre discipliner
- Freestyle frisbee (tricks à la Hacky Sack)
- Guts frisbee (holdspil).
- Disc golf (også kendt som frisbee golf)
- Ultimate